# Sátira política

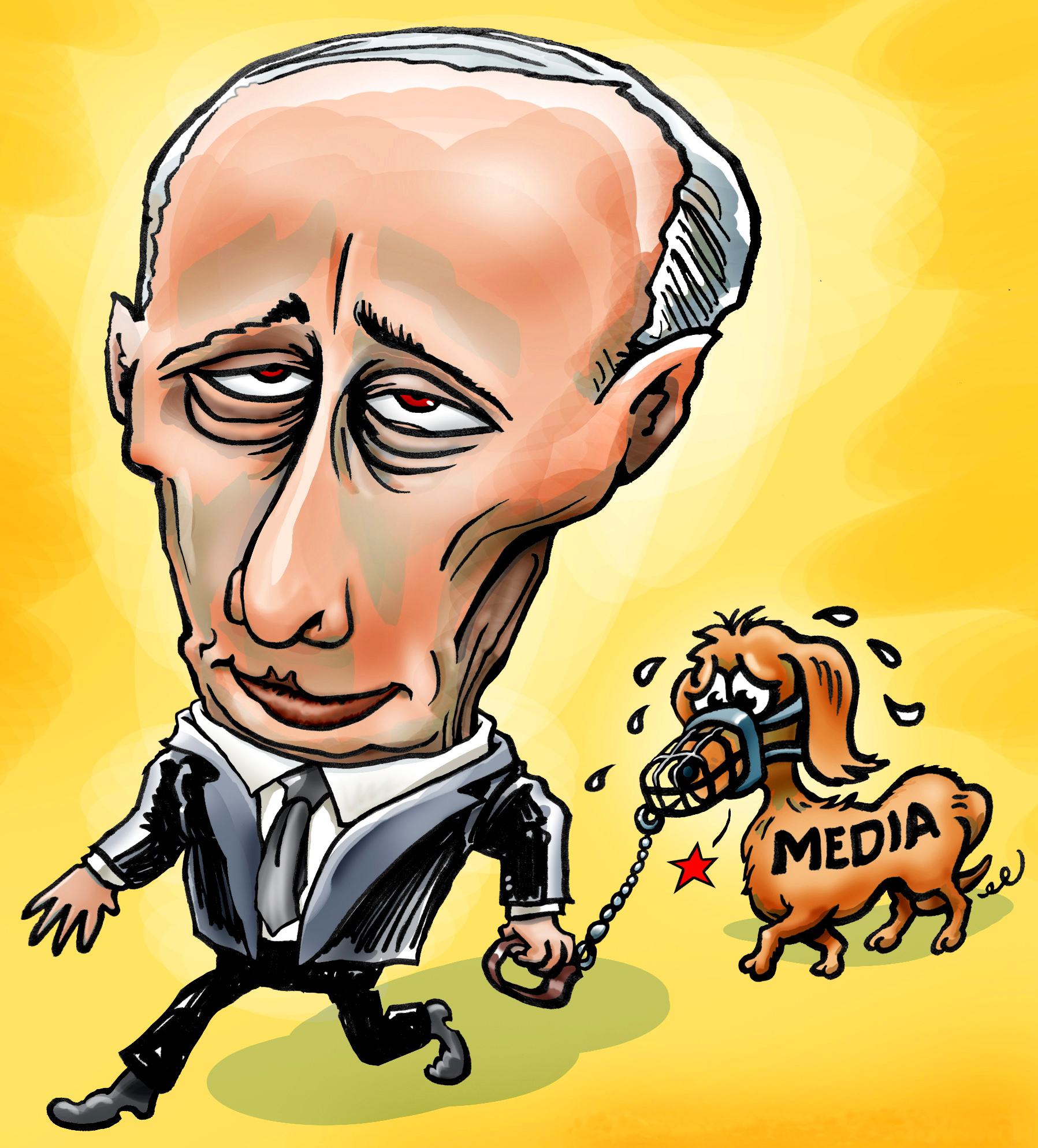
Cartum criticando as políticas midiáticas do (então) presidente da Rússia, Vladimir Putin.

Sátira política é uma vertente comum da sátira especializada em gerar entretenimento a partir da política. Foi utilizada com intenção subversiva, em situações onde a dissidência e o discurso político eram proibidos por determinados regimes, como uma maneira de divulgar argumentos políticos.
Historicamente, a opinião pública já era influenciada de maneira notável desde a democracia ateniense pelas sátiras políticas encenadas pelos poetas cômicos nos teatros da época.
A sátira política costuma ser diferenciada do protesto ou da dissidência política, já que ela não traz necessariamente consigo uma agenda política nem tenta influenciar o processo político; embora ocasionalmente possa fazê-lo, sua meta costuma ser simplesmente a de entreter. Por sua própria natureza artística, raramente oferece por si só uma visão construtiva; quando utilizada como parte de protesto ou dissidência, tende a meramente estabelecer os erros e defeitos, e não propor soluções.